# Kršlje
Kršlje (szerbül: Кршље), falu Bosznia-Hercegovinában, Bosanska krajina területén, Novi Grad községben, a Szerb Köztársaságban.

## Fekvése
Bosznia-Hercegovina nyugati részén, Banja Lukától légvonalban 64, közúton 98 km-re nyugatra, községközpontjától légvonalban 12, közúton 19 km-re délkeletre, a Japra-folyótól nyugatra elterülő erdős-ligetes dombvidéken, 150 - 300 méteres tengerszint feletti magasságban található. Négy faluból áll: Avramović, Osredak, Bukovica és Brda Bjelčeva. A falu legnagyobb vízfolyásai a Velika Japra és a Japrica (Mala Japra) folyók, amelyek egyesülve alkotják Japrát. A legnagyobb vízfolyás, amelynek forrása és torkolata is a faluban található, a Bukovica-patak. Több, kis településrészből áll.

## Népessége
| Nemzetiségi csoport | Népesség 1991 | Népesség 2013 |
| ------------------- | ------------- | ------------- |
| Szerb               | 617           | 443           |
| Bosnyák             | 10            | 6             |
| Horvát              | 0             | 1             |
| Jugoszláv           | 1             | 0             |
| Egyéb               | 4             | 4             |
| Összesen            | 632           | 454           |

## Története
A Gradina nevű lelőhelyen előkerült régészeti leletek tanúsága szerint itt már a vaskorban is éltek emberek. Az erőd a Japra völgyébe benyúló földnyelven állt és minden bizonnyal a völgyben, valamint a folyón menő közlekedőket ellenőrizte.
A térség 1537-ben Blagaj várának elestével került török kézre. A település 1878-ig tartozott az Oszmán Birodalomhoz, ekkor a berlini kongresszus határozata alapján az Osztrák-Magyar Monarchia része lett. 1879-ben az első osztrák-magyar népszámlálás során Novi község részeként a falunak 64 háztartása és 370 lakosa volt, ennyi ortodox szerb lakost számláltak. 1910-ben Novi község részeként 94 házat, 628 ortodox szerb és 19 muszlim lakost találtak. A monarchia szétesésével 1918-ben előbb a Szerb-Horvát-Szlovén Királyság, majd 1929-től a Jugoszláv Királyság része. 1921-ben a községnek összesen 90 háza és 588 lakosa volt. Jugoszlávia megszállása után a falu a Független Horvát Állam (NDH) része lett. 1945-től a település a szocialista Jugoszlávia része volt. A Bosznia-Hercegovinában zajló polgárháború idején a település a Boszniai Szerb Köztársaság része volt. A daytoni békeszerződést követő területfelosztásnál a település, Novi Grad község részeként a Szerb Köztársaság területéhez került.

## Gazdaság
Kršljében mintegy 450 lakos él, akik főként mezőgazdasággal foglalkoznak, melynek fő ága a földművelés, az állattenyésztés és a gyümölcstermesztés. A faluban csak egy élelmiszerbolt, az STR „Božo” és egy kávézó, az „Ivana” található. A falu állandó munkaviszonyban álló lakosainak száma igen csekély. A kevesek egyike a Boszniai Szerb Köztársaság Szerb Radikális Pártjának elnöke, Dr. Milanko Mihajlica, aki valójában nem Kršljében él, de eredetileg ebből a faluból származik.

## Infrastruktúra
A község központjába 3-5 méter széles aszfaltút vezet. Az autóbuszok Novi Gradba csak hétköznap közlekednek, általában reggel 6:30 és 7:00 között. A Novi Gradból Kršljébe tartó buszok általában délután 14 és 14:30 között közlekednek. Hétvégén nincs buszjárat. Az autóbuszjáratokat a „Kozaraprevoz” személy- és árufuvarozási vállalat biztosítja. A faluban nincs vezetékes telefon, de ezt a problémát a vezeték nélküli és a mobiltelefonnal sikerült megoldani. Az átjátszó a Crni Vrh-n – Kršlje, Mala Novska Rujiška és Ćele falvak határán található.

## Oktatás
A falu központjában van egy általános iskola, ahova az ötödik osztályig járnak a tanulók. Az iskola Donji Agići „Branko Ćopić” Általános Iskola egyik kerületi iskolájaként működik. Az általános iskola felső osztályainak tanulói a szomszédos Mala Novska Rujiška és Donji Agići falvak iskoláiba járnak. A középiskolások Novi Gradba, a „Petar Kočić” Gimnáziumba és a „Đura Radmanović” Gimnáziumba járnak.

## Nevezetességei
- A falu központjában, az iskolától 700 méterre található a Szent Cirill és Metód tiszteletére szentelt szerb ortodox templom. Az új templom 2014. augusztus 28-án készült el és a Szűzanya ünnepén szentelték fel.[8]
- Gradina – őskori erődítmény maradványai egy, a Japra völgyébe benyúló földnyelven. Az erőd könnyan megközelíthelyő, nyugati részét mély és széles árok, valamint sánc védte, melyek 70x15 méteres területet zártak el. Korát a vaskorban határozták meg.[4]